# Gestão de ativos
A gestão de ativos consiste em boas práticas que podem ser utilizadas pelas organizações em seu processo de controle de ativos e que buscam alcançar um resultado desejado e sustentável. O IAM (Institute of Asset Management) define Gestão de Ativos como sendo a ação coordenada de uma organização para realizar valor com seus ativos.
Um ativo se caracteriza por todo objeto, tangível ou intangível, que uma empresa pode controlar, por exemplo:
- Equipamentos de TI;
- Contratos;
- Equipamentos utilizados no processo de produção, caracterizando o maquinário;
- Marcas;
- Ferramentas e materiais;
- Know-how.

A gestão de ativos refere-se a gestão de todo o ciclo de vida de um ativo, desde sua aquisição até o seu descarte. Neste tipo de gestão devem ser considerados todos os controles necessários para garantir o registro de detalhes e valores de um ativo, que devem estar condizentes com os dados registrados no sistema/software utilizado, e deve garantir o controle de entrada e saída, reposições e reconciliação do balanço do estoque.
Normalmente uma organização pode considerar o Ciclo_PDCA para criar seu processo de gestão de ativos.

## Benefícios
A gestão de ativos é fundamental para priorizar investimentos e concentrar esforços nos ativos mais críticos, que sustentam os processos da organização. 
Desta forma, cada organização poderá focar nos benefícios que trarão maior ganho a sua empresa:
- Rastreabilidade dos ativos;
- Otimização do uso dos ativos em todo seu ciclo de vida;
- Aumento da disponibilidade dos ativos;
- Redução dos custos em reparos e aumento de produtividade;
- Melhoria do planejamento das ações sob os ativos;
- Qualidade dos serviços prestados aos clientes;
- Maximização dos resultados da empresa;
- Segurança e conformidade com as regulamentações.